# Aubagne FC
Aubagne FC is een Franse voetbalclub uit Aubagne die in 1989 ontstond uit de fusie van drie clubs. De club promoveerde in 2024 voor het eerst in zijn bestaan naar de Championnat National.  

## Geschiedenis
Aubagne FC zag in 1989 het levenslicht na de fusie van Entente Aubagnaise (opgericht in 1941), Jeunesse Sportive Aubagnaise (opgericht in 1959) en SO Charrel Aubagne. In 2008 promoveerde de club naar de Division d'Honneur Méditerranée. Drie seizoenen later promoveerde Aubagne als tweede van zijn groep naar de CFA2. Daar eindigde de club in het seizoen 2011/12 meteen op een vierde plek in zijn groep. Na een zevende plaats in het seizoen 2012/13 (voortaan op slechts veertien clubs in plaats van zestien) eindigde de club in het seizoen 2013/14 twaalfde. Aubagne moest hierdoor normaal weer naar de Division d'Honneur afzakken, maar kon zich uiteindelijk handhaven door een aantal administratieve degradaties.
Aubagne herpakte zich door in het seizoen 2014/15 opnieuw als vierde te eindigen, maar in het seizoen 2015/16 eindigde de club opnieuw op een degradatieplaats. Ook ditmaal kreeg de club een levenslijn toegeworpen, opnieuw door een administratieve degradatie. Net als twee jaar eerder herpakte Aubagne zich in het seizoen na zijn administratieve redding: in het seizoen 2016/17 eindigde de club derde in zijn groep, op slechts drie punten van promovendus AS Furiani-Agliani. Na een teleurstellend seizoen 2017/18 eindigde de club in het seizoen 2018/19 tweede, weliswaar op ruime afstand van kampioen SC Bastia.  
Ook in het seizoen 2019/20 draaide Aubagne bovenin mee in de Championnat National 3. Toen de competitie in maart 2020 vroegtijdig werd stilgelegd vanwege de coronapandemie, stond de club tweede in zijn groep, na Athlético Marseille. Door de administratieve degradatie van Athlético Marseille was het evenwel Aubagne dat naar de Championnat National 2 mocht promoveren. In het seizoen 2020/21 stond Aubagne na negen speeldagen gedeeld aan de leiding in zijn groep, maar eind oktober 2020 werd het seizoen vroegtijdig stopgezet vanwege de coronapandemie. In zijn eerste volledige seizoen op het vierde niveau eindigde de club zevende op zestien clubs. In het seizoen daarop eindigde de club slechts elfde, maar werd ze eens te meer gered door een administratieve degradatie.
Net als bij de administratieve reddingen in 2014 en 2016 herpakte de club zich in het seizoen daarop. Op 27 april 2024 verzekerde Aubagne zich van de titel in zijn reeks, waardoor de club voor het eerst in zijn bestaan naar de Championnat National promoveerde.

## Bekende (ex-)spelers
- Mehmet Arslan
- Cyril Chevreuil
- Valentin Eysseric
- Lamine Gassama

## Bekende (ex-)trainers
- Maxence Flachez
- Bernard Simondi

Aubagne ·
Boulogne · 
Bourg-en-Bresse 01 · 
Châteauroux ·
Concarneau ·
Dijon · 
Le Mans ·
Nancy · 
Nîmes ·
Orléans ·
Paris 13 Atletico · 
Quevilly-Rouen ·
Rouen · 
Sochaux ·
Valenciennes ·
Versailles ·
Villefranche